# Вільдно
Вільдно (пол. Wildno, нім. Wildenfeld) — село в Польщі, у гміні Хростково Ліпновського повіту Куявсько-Поморського воєводства.
Населення — 199 осіб (2011).
У 1975-1998 роках село належало до Влоцлавського воєводства.

## Демографія
Демографічна структура станом на 31 березня 2011 року:
|          | Загалом | Допрацездатний вік | Працездатний вік | Постпрацездатний вік |
| -------- | ------- | ------------------ | ---------------- | -------------------- |
| Чоловіки | 102     | 24                 | 65               | 13                   |
| Жінки    | 97      | 21                 | 57               | 19                   |
| Разом    | 199     | 45                 | 122              | 32                   |